# Аронецкая, Надежда Степановна
Надежда Степановна Аронецкая (урождённая Бараева; 30 сентября 1919, Баку — 28 апреля 1993, Тирасполь) — советская актриса, режиссёр, педагог. Заслуженный деятель искусств Молдавской ССР (1978).

## Биография
Надежда Бараева родилась 30 сентября 1919 года в Баку.
В 1938 году она поступила в Государственный институт театрального искусства имени А. В. Луначарского на актёрское отделение. Из-за войны занятия прекращает и только в 1945 году заканчивает актёрское отделение (руководитель курса Е. С. Телешева), а в 1948 году и режиссёрское отделение института (руководитель курса И. Я. Судаков). В эти годы посещает занятия и репетиции А. Я. Таирова, А. Д. Попова и А. М. Лобанова.
С 1948 по 1950 год Надежда Степановна работала в театре города Балахна Горьковской области в качестве актрисы и режиссёра.
С сентября 1950 года она стала режиссёром-постановщиком театра комедии в Ростове-на-Дону. С гастролями этого театра летом 1954 Надежда Аронецкая впервые попала в Молдавскую ССР. Спектакли так понравились кишиневцам, что Управление театров Министерства культуры МССР пригласило молодого режиссёра поставить спектакль в Молдавском национальном театре им. А. С. Пушкина в Кишинёве.
В 1956 году преодолев все ведомственные барьеры, Министерство культуры МССР добивается перевода Н. С. Аронецкой в Кишинёв. С этого момента вся её дальнейшая судьба была связана с театральным искусством Молдавии, в те годы испытывавшим острую нужду в актёрских, режиссёрских и педагогических кадрах.
С 1956 года Надежда Аронецкая — режиссёр-постановщик кишинёвского Национального театра имени А. С. Пушкина. Она ставит спектакли и в Русском театре им. А. П. Чехова в Кишинёве.
В 1960—1963 годах — главный режиссёр созданного театра «Лучафэрул» (Утренняя заря). Основной состав труппы — выпускники молдавской студии Московского театрального училища им. Б. Щукина. Труппа пополнилась и за счёт выпускников театрального факультета Кишинёвской консерватории им. Г. Музическу, и учащихся студии, созданной при театре.
В 1964 — 1967 годах Н. С. Аронецкая работает режиссёром-постановщиком в Русском драматическом театре им. А. П. Чехова, исполняет обязанности главного режиссёра.
С 1965 года — руководитель первого в республике русского актёрского курса в Кишинёвском институте искусств им. Г. Музическу. Добивается, чтобы этот курс по полгода, на протяжении всей учёбы, проходил обучение и в Ленинградском государственном институте театра, музыки и кинематографии.
В 1969 году вместе с этим курсом переезжает в Тирасполь и создаёт театр.
26 марта 1970 года постановкой по пьесе А. Арбузова «Город на заре» тираспольский театр открывает свой первый сезон. Именно эта дата и считается днём рождения Тираспольского театра. Первые же шаги молодого коллектива привлекли внимание театральной общественности. В обсуждении спектаклей театра из небольшого провинциального городка принимали участие ведущие театроведы, журналисты, писатели и поэты страны: И. Мягкова, Н. Жегин, К. Воробьев, Н. Крымова, Н. Рожковская, В. Рожковский, И. Рейдерман, Р. Ольшевский, Л. Латьева, Р. Сувейкэ, Л. Дорош, М. Дрейзлер, Л. Шорина, О. Гарузова, А. Попов и многие другие. Появились статьи в журналах «Театр», «Театральная жизнь», «Молодой коммунист», союзных и республиканских газетах. Творческие отчёты Тираспольского театра с успехом прошли в Кишинёве, в Одессе, на сцене Центрального Дома работников искусства в Москве.
В 1970 году набирает второй русский курс в Кишинёвском институте искусств им. Г. Музическу, затем третий.
В 1978 году Н. С. Аронецкой присвоено звание Заслуженного деятеля искусств МССР.
В 1979 году, после вынужденного ухода на пенсию, ставит спектакли, как приглашённый режиссёр в Кишинёвском театре им. А. П. Чехова, в Национальном театре им. А. С. Пушкина и в театре г. Бельцы.
С 1983 году — изредка приглашается на разовые постановки в созданный ею Тираспольский театр.
В начале 1990-х годов, создаёт кафедру актёрского мастерства в Тираспольском Государственном педагогическом институте им. Т. Г. Шевченко.
Более 30 спектаклей было поставлено Н. С. Аронецкой на сцене Тираспольского театра. Более 60 — на протяжении всей жизни.
По признанию многих театральных критиков того времени, постановки Н. С. Аронецкой отличались новаторством, глубоким и неожиданным проникновением в литературный материал, уважением к автору, яркой театральностью и слаженным актёрским ансамблем. «Выдающийся режиссёр — педагог»: называли её коллеги.
Среди её учеников — первый выпуск, основоположники театра в г. Тирасполе — Бэно Аксёнов, Елена Богданова, Людмила Колохина, Олег Лачин, Аркадий Левицкий, Евгений Мызников, Виктор Нефёдов, Виталий Пашков, Наталья Прокофьева, Лариса Раскидная — Губарева, Ефим Рубинштейн, Людмила Руснак , Владимир Сухомлинов, Игорь Таран, Светлана Тома, Лариса Шер, Анатолий Шолош, Галина Эльманович.
В разные годы у неё учились Галина Булат-Друк, Нина Жмеренецкая, Юрий Крючков, Лариса Лягул, Нина Щевелева, Александр Алексеев, Людмила Байрактарова, Алла Доряну-Ревло, Марина Заболотная, Людмила Карагодина, Людмила Кондырева, Наталья Кырнац, Ольга Котова, Григорий Кирш, Алексей Сысоев, Ольга Приходько, Евгений Толстов, Вячеслав Нагапетян, Ирина Росина, Иосиф Учитель, Татьяна Дикусар, Виктор Емельянов, Ирина Серикова, Ирина Панасенко, Олег Пономарев, Оксана Скрыжевская, Евгений Зубов, Инна Фастаковская, Наталья Ермолаева, Дмитрий Ахмадиев, Геннадий Чекан, Алена Матвеева-Житнигор, Ольга Прохорова
, Юрий Кузнецов, Ольга Мороз, Ольга Чекан, Людмила Тульчинская, Дмитрий Хатунцев, Инесса Отто, Екатерина Шевчук, Наталья Галатонова, Зинаида Борец, Наталья Фидельская, Вероника Сафронова другие.
Н. С. Аронецкая скончалась 28 апреля 1993 года Похоронена в Тирасполе (Приднестровье).
28 июля 2001 года Тираспольскому театру присвоено имя Надежды Степановны Аронецкой.

## Творчество
Среди поставленных спектаклей:

### Национальный театр им. А. С. Пушкина
- «Бедность не порок» А. Н. Островского
- «У опасной черты» В. Любимова.
- «Кьодженские перепалки» Карло Гольдони
- «Тиха украинская ночь» Е. Купченко.
- «Барабанщица» А. Д. Салынского
- «Гроза» А. Н. Островского
- «Разлом» Б. Лавренёва. (Диплом Министерства культуры СССР и МССР).
- «В поисках радости» В. Розова. (Диплом Министерства культуры СССР и МССР).
- «Горечь любви» Л. Корняну. (Диплом Министерства культуры СССР и МССР).

### Театр «Лучафэрул»
- «Два цвета» А. Зака и И. Кузнецова
- "Всё впорядке" А. Лупана
- "Ноль по поведению" Стоянеску и Саввы
- «Старые друзья» Л. Малюгина
- «Звезда Севильи» Лопе де Вега (Премия Министерства культуры)
- «Юность наших отцов» Б. Горбатова

### Государственный русский драматический театр им. А. П. Чехова
- "Госпожа министерша" Б. Нушича
- "Звонок в пустую квартиру" Д. Угрюмова
- «Снежная королева» Е. Шварца
- «Странный доктор» А. Софронова
- «Школа жён» Ж. Б. Мольера (Режиссёр Н. Аронецкая, актёры А. Акчурин, Б. Аксёнов, А. Васильев и Л. Колохина награждены премиями Министерства культуры и Молдавского театрального общества)
- «Счастливый день» А. Н. Островского. (Режиссёр Н. Аронецкая, актёры Б. Аксёнов и А. Умрихин награждены премиями Молдавского театрального общества)
- «По соседству мы живем» С. Лобозерова

### Тираспольский театр
- «О времени и о себе» Н. Аронецкой. Дипломный спектакль, затем спектакль Тираспольского театра. (Режиссёр Н. С. Аронецкая, актёры Б. Аксёнов, Л. Колохина и Е. Мызников отмечены призами всесоюзного студенческого театрального фестиваля)
- «Невинные речи» по А. П. Чехову. Дипломный спектакль, затем спектакль Тираспольского театра. (Премия Молдавского театрального общества)
- «Город на заре» А. Арбузова. Сорежиссёр Ю.Доронченко [5]. (Премия Молдавского театрального общества)
- «Соломенная шляпка» Эжена Лабиша и Марк-Мишеля (Режиссёр Н. Аронецкая и актёры Б. Аксёнов, Л.Колохина, Е.Мызников и Л.Шер награждены премиями Министерства культуры и Молдавского театрального общества)
- «Красная шапочка» Е. Шварца. Сорежиссёр М. Сухарев
- «Дуэнья» Р. Шеридана (режиссёр Н. Аронецкая, актёры Б. Аксёнов и И. Таран получили призы Молдавского театрального общества)
- «Валентин и Валентина» М. Рощина. Сорежиссёр М. Шуров.
- «Шутники» А. Н. Островского (режиссёр Н. Аронецкая и актёр Б. Аксёнов получили премию Молдавского театрального общества)
- «Волшебная вязь» Н. Аронецкой (по русской, молдавской и таджикской сказкам)
- «Улица трёх соловьёв,17» Д. Добричанина
- «Самодуры» по К. Гольдони (Отмечен на Всесоюзном смотре по работе с творческой молодёжью)
- «Преданья старины глубокой» по А. С. Пушкину (Лауреат Всесоюзного смотра пушкинских спектаклей)
- «Озарённые солнцем жаждут» по Л. Латьевой (Лауреат Республиканского театрального конкурса)
- «Василий Тёркин» по А. Твардовскому. (Режиссёр Н. Аронецкая, актёры Е. Толстов, В. Сухомлинов, А. Алексеев, М. Исаев, В. Уваров, художник А. Желудев награждены серебряными медалями имени А. Попова)
- «Вдовий дом» по С. Налковской (Диплом Всесоюзного фестиваля польской драматургии).
- «Захарова смерть» по А. Неверову.
- «Месяц в деревне» по пьесе И. С. Тургенева.
- «Каса маре» И. Друцэ.
- «Семейный уикэнд» Ж. Пуарэ.
- «Про Федота-стрельца, удалого молодца» Л. Филатов